# Verkehrsgesellschaft Landkreis Osnabrück

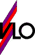
Altes Logo

Die Verkehrsgesellschaft Landkreis Osnabrück GmbH, auch kurz VLO genannt, ist ein Verkehrsunternehmen, das Personen- und Güterverkehr auf der Straße und der Schiene im Landkreis und in der Stadt Osnabrück betreibt. Ursprung der Gesellschaft ist die Wittlager Kreisbahn AG, Sitz der Gesellschaft ist Bohmte.

## Geschichte

### Die Wittlager Kreisbahn
| |                                               |                                                  |                                                  |
| Streckennummer: | 9168 (Bohmte-Holzhausen), 9169 (Bohmte-Damme) |                                                  |                                                  |
| Kursbuchstrecke (DB): | zuletzt 219gy 12387                           |                                                  |                                                  |
| Kursbuchstrecke: | 219d (1946)                                   |                                                  |                                                  |
| Spurweite: | 1435 mm (Normalspur)                          |                                                  |                                                  |
| |                                               |                                                  |                                                  |
| \| \| \| Bahnstrecke Holdorf–Damme von Holdorf \| \| \| \| 19,9 \| Damme (Oldb) ⊙ \| Damme (Oldb) ⊙ \| \| \| 17,1 \| Südfelde Ort \| Südfelde Ort \| \| \| 16,2 \| Südfelde \| Südfelde \| \| \| 13,3 \| Schwegermoor (ehem. Schweger Moorzentrale) \| Schwegermoor (ehem. Schweger Moorzentrale) \| \| \| 12,1 \| Schwege-Kolonie \| Schwege-Kolonie \| \| \| 10,7 \| Schwege \| Schwege \| \| \| 8,9 \| Hunteburg \| Hunteburg \| \| \| 6,4 \| Vosberg \| Vosberg \| \| \| 2,2 \| Bohmte-Bruchheide \| Bohmte-Bruchheide \| \| \| \| \| \| \| \| \| Bahnstrecke Osnabrück–Bremen ⊙ mit Übergang DB ⊙ \| \| \| \| \| \| \| \| \| 0,0 \| Bohmte Ost ⊙ \| Bohmte Ost ⊙ \| \| \| \| Hafen Wehrendorf ⊙ (Awanst) \| \| \| \| \| Mittellandkanal ⊙ \| \| \| \| 3,5 \| Wehrendorf ⊙ \| Wehrendorf ⊙ \| \| \| 5,7 \| Bad Essen ⊙ \| Bad Essen ⊙ \| \| \| 6,2 \| Bad Essen-Marina ⊙ (seit 2015) \| Bad Essen-Marina ⊙ (seit 2015) \| \| \| 7,5 \| Eielstedt Glücksklee \| Eielstedt Glücksklee \| \| \| 7,8 \| Wittlage ⊙ \| Wittlage ⊙ \| \| \| 9,2 \| Bad Hüsede \| Bad Hüsede \| \| \| 10,4 \| Rabber ⊙ \| Rabber ⊙ \| \| \| 12,1 \| Lintorf (Han) ⊙ \| Lintorf (Han) ⊙ \| \| \| 13,1 \| Hördinghausen \| Hördinghausen \| \| \| 14,0 \| Dahlinghausen ⊙ \| Dahlinghausen ⊙ \| \| \| \| Landesgrenze Niedersachsen/NRW ⊙ \| \| \| \| 16,3 \| Preußisch Oldendorf ⊙ \| Preußisch Oldendorf ⊙ \| \| \| 17,3 \| Offelten ⊙ \| Offelten ⊙ \| \| \| 19,5 \| Holzhausen ⊙ \| Holzhausen ⊙ \| \| \| \| Bahnstrecke Bünde–Bassum von Bünde ⊙ \| \| \| \| 20,5 \| Bad Holzhausen ⊙ \| Bad Holzhausen ⊙ \| \| \| \| Bahnstr. Bünde–Bassum nach Rahden (–Bremen) \| \| |                                               |                                                  |                                                  |
| |                                               | Bahnstrecke Holdorf–Damme von Holdorf            |                                                  |
| Bahnhof (Strecke außer Betrieb) | 19,9                                          | Damme (Oldb) ⊙                                   | Damme (Oldb) ⊙                                   |
| Haltepunkt / Haltestelle (Strecke außer Betrieb) | 17,1                                          | Südfelde Ort                                     | Südfelde Ort                                     |
| Haltepunkt / Haltestelle (Strecke außer Betrieb) | 16,2                                          | Südfelde                                         | Südfelde                                         |
| Bahnhof (Strecke außer Betrieb) | 13,3                                          | Schwegermoor (ehem. Schweger Moorzentrale)       | Schwegermoor (ehem. Schweger Moorzentrale)       |
| Haltepunkt / Haltestelle (Strecke außer Betrieb) | 12,1                                          | Schwege-Kolonie                                  | Schwege-Kolonie                                  |
| Haltepunkt / Haltestelle (Strecke außer Betrieb) | 10,7                                          | Schwege                                          | Schwege                                          |
| ehemaliger Kopfbahnhof Strecke bis hier außer Betrieb | 8,9                                           | Hunteburg                                        | Hunteburg                                        |
| ehemaliger Bahnhof | 6,4                                           | Vosberg                                          | Vosberg                                          |
| Haltepunkt / Haltestelle | 2,2                                           | Bohmte-Bruchheide                                | Bohmte-Bruchheide                                |
| |                                               |                                                  |                                                  |
| Kreuzung geradeaus oben |                                               | Bahnstrecke Osnabrück–Bremen ⊙ mit Übergang DB ⊙ | Bahnstrecke Osnabrück–Bremen ⊙ mit Übergang DB ⊙ |
| |                                               |                                                  |                                                  |
| Bahnhof | 0,0                                           | Bohmte Ost ⊙                                     | Bohmte Ost ⊙                                     |
| Blockstelle |                                               | Hafen Wehrendorf ⊙ (Awanst)                      | Hafen Wehrendorf ⊙ (Awanst)                      |
| Brücke über Wasserlauf |                                               | Mittellandkanal ⊙                                | Mittellandkanal ⊙                                |
| Bahnhof | 3,5                                           | Wehrendorf ⊙                                     | Wehrendorf ⊙                                     |
| Bahnhof | 5,7                                           | Bad Essen ⊙                                      | Bad Essen ⊙                                      |
| Haltepunkt / Haltestelle | 6,2                                           | Bad Essen-Marina ⊙ (seit 2015)                   | Bad Essen-Marina ⊙ (seit 2015)                   |
| Haltepunkt / Haltestelle | 7,5                                           | Eielstedt Glücksklee                             | Eielstedt Glücksklee                             |
| Bahnhof | 7,8                                           | Wittlage ⊙                                       | Wittlage ⊙                                       |
| Haltepunkt / Haltestelle | 9,2                                           | Bad Hüsede                                       | Bad Hüsede                                       |
| Bahnhof | 10,4                                          | Rabber ⊙                                         | Rabber ⊙                                         |
| Bahnhof | 12,1                                          | Lintorf (Han) ⊙                                  | Lintorf (Han) ⊙                                  |
| Haltepunkt / Haltestelle | 13,1                                          | Hördinghausen                                    | Hördinghausen                                    |
| Haltepunkt / Haltestelle | 14,0                                          | Dahlinghausen ⊙                                  | Dahlinghausen ⊙                                  |
| Grenze |                                               | Landesgrenze Niedersachsen/NRW ⊙                 | Landesgrenze Niedersachsen/NRW ⊙                 |
| Bahnhof | 16,3                                          | Preußisch Oldendorf ⊙                            | Preußisch Oldendorf ⊙                            |
| Haltepunkt / Haltestelle | 17,3                                          | Offelten ⊙                                       | Offelten ⊙                                       |
| ehemaliger Haltepunkt / Haltestelle | 19,5                                          | Holzhausen ⊙                                     | Holzhausen ⊙                                     |
| Abzweig geradeaus und von rechts |                                               | Bahnstrecke Bünde–Bassum von Bünde ⊙             | Bahnstrecke Bünde–Bassum von Bünde ⊙             |
| Bahnhof | 20,5                                          | Bad Holzhausen ⊙                                 | Bad Holzhausen ⊙                                 |
| |                                               | Bahnstr. Bünde–Bassum nach Rahden (–Bremen)      |                                                  |

Im Jahr 1891 wurde ein Eisenbahnbauverein mit dem Ziel gegründet, den damaligen Landkreis Wittlage in der Provinz Hannover durch eine Nebenbahn zu erschließen. Nachdem der Kreis Wittlage gemeinsam mit dem benachbarten Kreis Lübbecke, der allerdings in der Provinz Westfalen lag, 750.000 Goldmark zur Verfügung gestellt hatte, nahm das Projekt Wittlager Kreisbahn seinen Weg. Die beiden Kreise gründeten am 4. März 1898 gemeinsam mit dem preußischen Staat, der Stadt Preußisch Oldendorf sowie weiteren Gemeinden und Privatleuten die Wittlager Kreisbahn Aktiengesellschaft, kurz WKB. 1899 konnte in Bad Essen der erste Spatenstich ausgeführt werden.

### Das vollständige Netz
Am 9. August 1900 wurde der Eisenbahnverkehr auf der 20½ km langen, normalspurigen Strecke von Bohmte – an der Staatsbahnstrecke Bremen–Osnabrück gelegen – am Nordrand des Wiehengebirges entlang über Wittlage und Preußisch Oldendorf, wo ein Lokschuppen mit Werkstatt entstand, nach Holzhausen-Heddinghausen eröffnet. Zu Beginn standen drei Dampfloks zur Verfügung.
Am 1. Juli 1914 konnte die Strecke von Bohmte, wo die Bahnverwaltung ihren Sitz hatte, auch 20 km weit nach Westen bis nach Damme im oldenburgischen Münsterland weitergeführt werden. Dort schloss sich die Strecke der Oldenburgischen Staatseisenbahn nach Holdorf an der Schusterbahn an.
Die Bahnstrecke, an der sich aufgrund der vorhandenen Infrastruktur einige Industrieunternehmen ansiedelten, erreichte damit ihre längste Ausdehnung mit 40 km Länge vom Bahnhof Damme bis zum Bahnhof Holzhausen-Heddinghausen. In den Bahnhöfen Bohmte und Holzhausen-Heddinghausen besteht Anschluss an das Netz der Deutschen Reichsbahn bzw. der Deutschen Bahn AG. Die Züge der Kreisbahn verkehrten ab 1. November 1949 zum großen Teil über Holzhausen-Heddinghausen 5 km hinaus bis Lübbecke.

### Nach dem Zweiten Weltkrieg

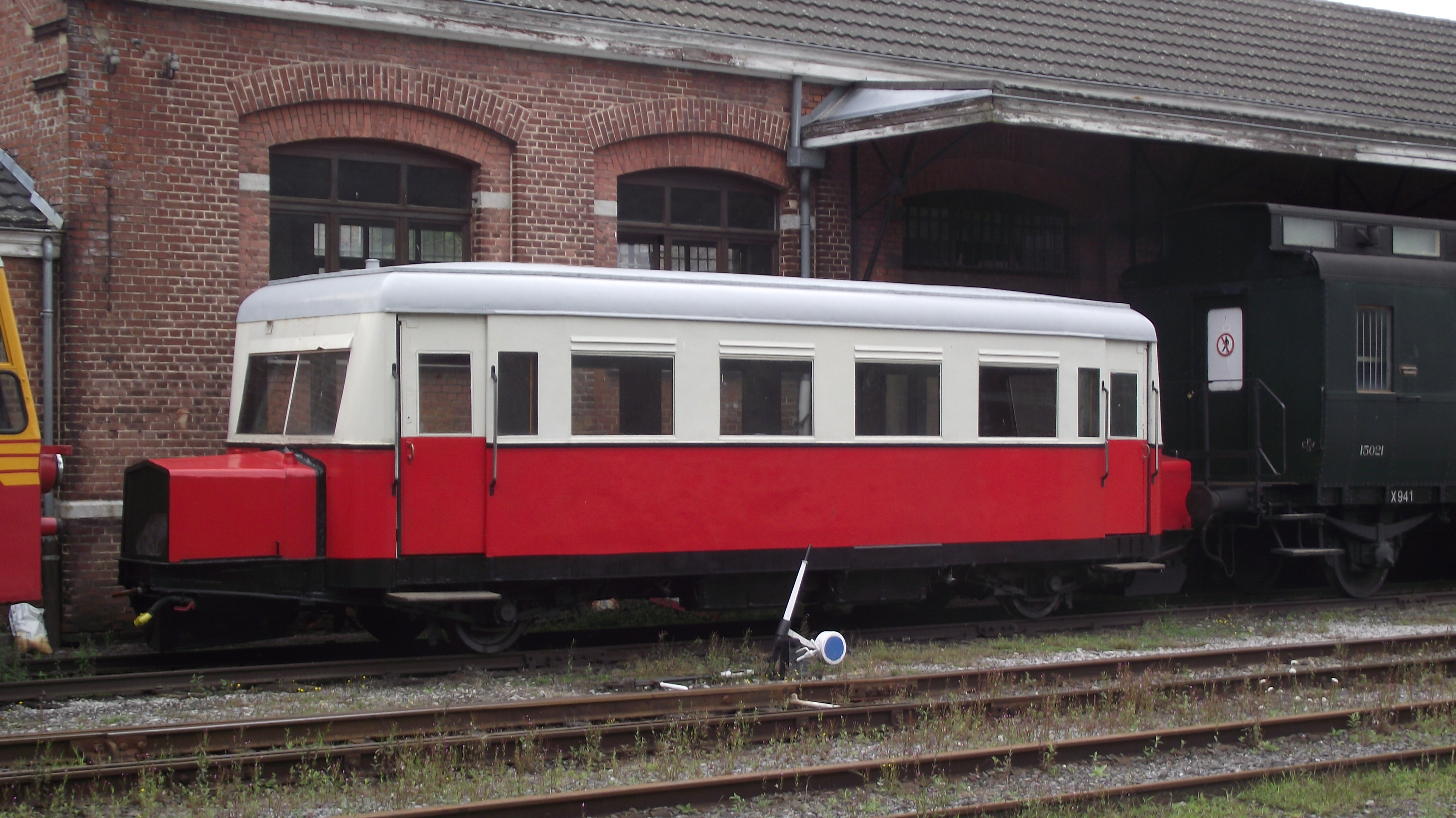
Ehemaliger T5 der Wittlager Kreisbahn, einer von drei dort eingesetzten Wismarer Schienenbussen mit 6 m Achsstand und zwei Deutz-Motoren

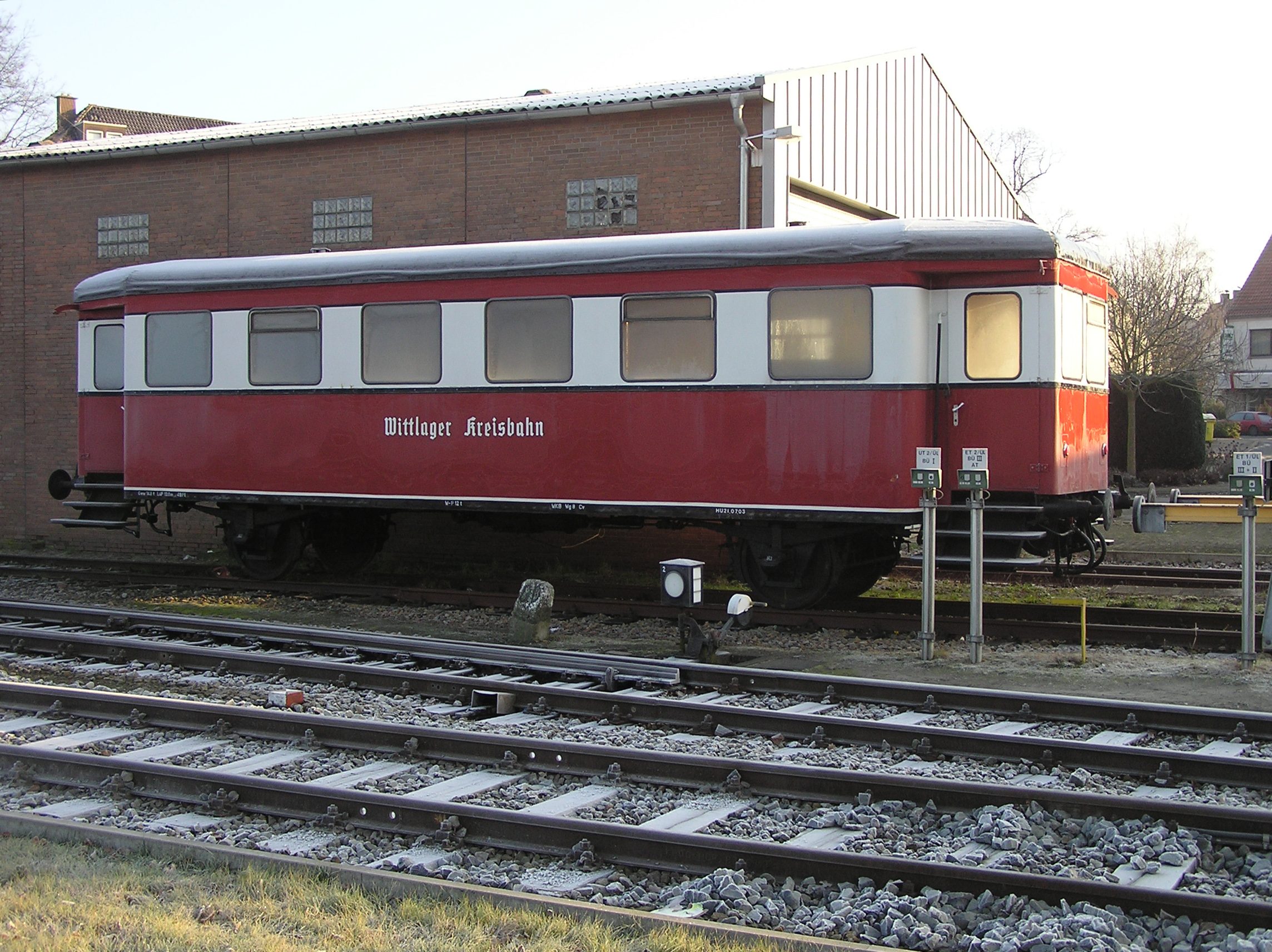
Beiwagen TA8

Der Zunahme des motorisierten Individualverkehrs und dem damit einhergehenden Rückgang der zu befördernden Personen konnte auch nicht mit der Anschaffung modernerer Dieseltriebwagen begegnet werden. Zu Beginn des Jahres 1961 wurde die Betriebsführung auf die Bentheimer Eisenbahn übertragen, die diese Aufgabe bis zum Jahresende 1978 erfüllte. 86,5 % der Aktien lagen 1964 in der Hand des Landes Niedersachsen und des Kreises Wittlage. Am 20. Mai 1965 wurde die Umwandlung der AG in eine GmbH beschlossen.
Nun begann nach und nach die Verlagerung der Personenbeförderung von der Schiene auf die Straße. Am 29. September 1962 kam auf der Teilstrecke zwischen Damme und Schwegermoor das Ende für den Personenverkehr. 1964 wurde hier eine Busverbindung eingerichtet und zwischen Schwegermoor und Hunteburg entfielen die Personenzüge ab 28. Mai 1965. Auch auf den übrigen Strecken wurde zum 24. September 1966 die Personenbeförderung bis auf einige Schülerzüge, die noch bis zum Herbst 1971 verkehrten, ganz eingestellt. Das Gleis diente danach nur noch dem Güterverkehr. Auch dieser ruht zwischen Schwegermoor und Damme bereits seit dem 17. Mai 1963.

### Von derWittlager Kreisbahn GmbHzur VLO
Nachdem der Kreis Wittlage 1973 im Zuge der Kreisreform im Landkreis Osnabrück aufgegangen war und dieser auch die Anteile des Landes Niedersachsen an der GmbH erworben hatte – also insgesamt fast 88 % – wurde im Jahr 1987 die Wittlager Kreisbahn GmbH in VLO Verkehrsgesellschaft Landkreis Osnabrück GmbH umbenannt. Mit dem Namen änderte sich auch das Ziel des Unternehmens, das heute mit der Planung, Organisation, Durchführung und Förderung des öffentlichen Nahverkehrs im Landkreis Osnabrück beschäftigt ist.

### Museumsbahn

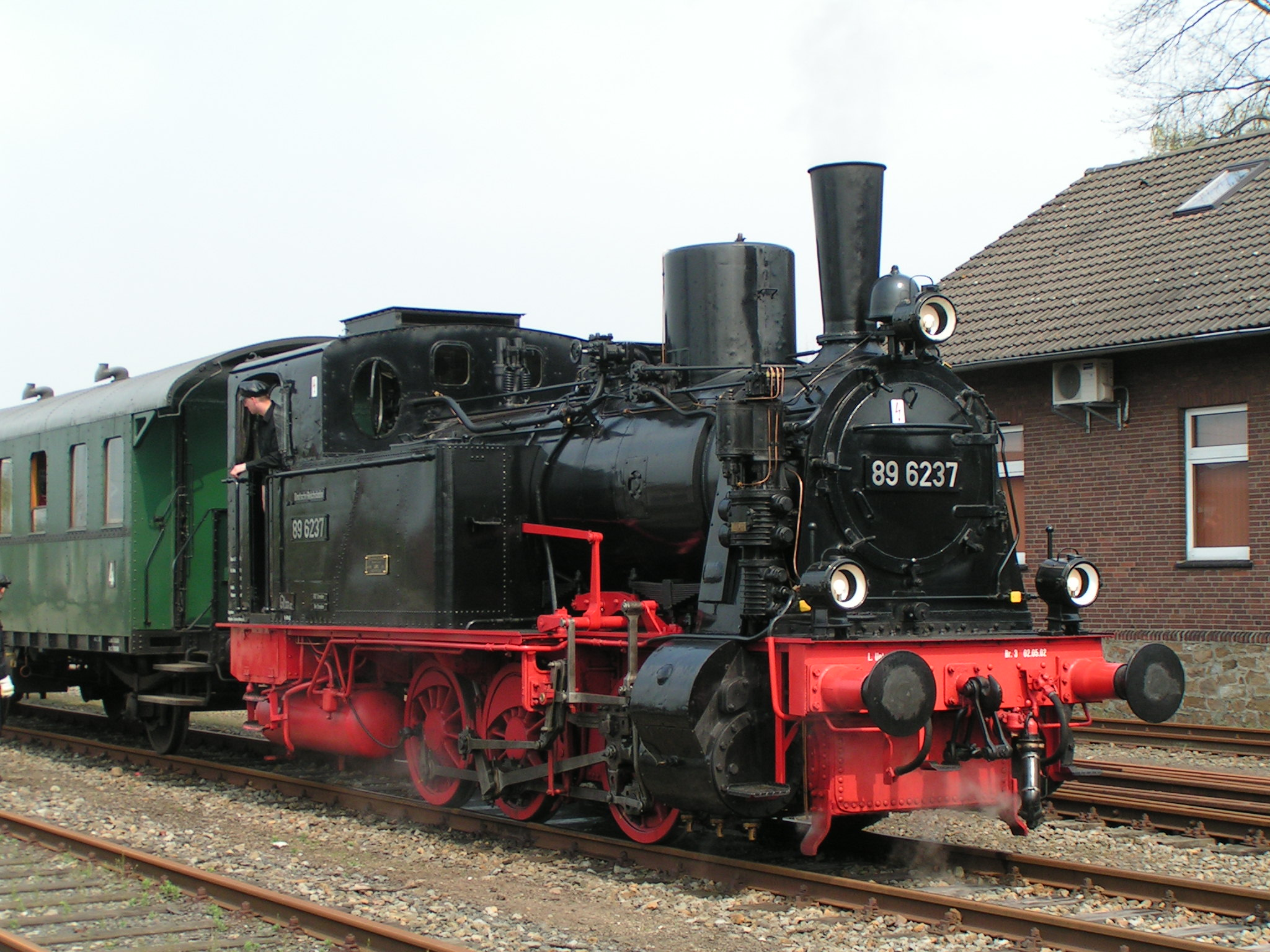
Zug der Museumseisenbahn im Bahnhof Bohmte

Seit 1973 verkehren regelmäßig Museumsbahnzüge auf der Strecke der Wittlager Kreisbahn. Sie werden seit 1977 einmal monatlich von der Museums-Eisenbahn Minden durchgeführt, derzeit nur noch zwischen Bohmte und Preußisch Oldendorf bzw. Offelten.

### Verkehrsgesellschaft Landkreis Osnabrück GmbH
Anfang 1990 übernahm die VLO die Betriebsführung der Ankum-Bersenbrücker Eisenbahn GmbH (ABE), an der die Gesellschaft zu 25 % beteiligt ist. Auch an der Georgsmarienhütten-Eisenbahn ist die VLO seit 2001 zu 74,6 % beteiligt. Ende 2009 wurde die Trennung von Infrastruktur und Betrieb durchgeführt, indem als Tochtergesellschaft die VLO Bahn GmbH gegründet wurde, die als Eisenbahnverkehrsunternehmen fungiert. Seitdem ist die VLO ein reines Eisenbahninfrastrukturunternehmen. Der öffentliche Personenkraftverkehr wurde bereits Anfang 2008 an die neu gegründete VLO Bus GmbH übertragen, die von den Stadtwerken Osnabrück betrieben wird.
Der Güterverkehr wurde am Jahresende 1996 zwischen Preußisch Oldendorf und Holzhausen-Heddinghausen eingestellt, am 20. August 2004 auch auf dem Rest der westlichen Teilstrecke zwischen Bohmte-Bruchheide und Schwegermoor. Im Jahr 2009 wurden auf dem verbleibenden Reststück, vor allem südlich von Bohmte bis zum Kanalhafen Wehrendorf, noch 83.140 Tonnen Güter befördert.
Im Jahr 2000 befuhr die Eurobahn mit ihren Triebwagen kurzfristig regelmäßig den Abschnitt Holzhausen-Heddinghausen – Preußisch Oldendorf. Diese Fahrten wurden als Leerfahrten durchgeführt. Sie dienten der Überführung der Wagen in die vorübergehend genutzte Werkstatthalle der Museums-Eisenbahn Minden in Preußisch Oldendorf während der Bauzeit des Betriebshofes in Bielefeld-Sieker.
Im selben Jahr wurde für die Reaktivierung des Haller Willem grünes Licht gegeben. Um diese direkte Bahnstrecke zwischen Osnabrück und Bielefeld auch im niedersächsischen Teil wieder befahren zu können, hat die VLO im Jahr 2000 den Streckenabschnitt Osnabrück – Dissen-Bad Rothenfelde für 30 Jahre von der Deutschen Bahn gepachtet. Seit dem 12. Juni 2005 fahren auf der kürzesten Strecke zwischen den beiden Großstädten entlang des Teutoburger Waldes wieder Züge. Den Zuschlag bekam die NordWestBahn.

## Heute

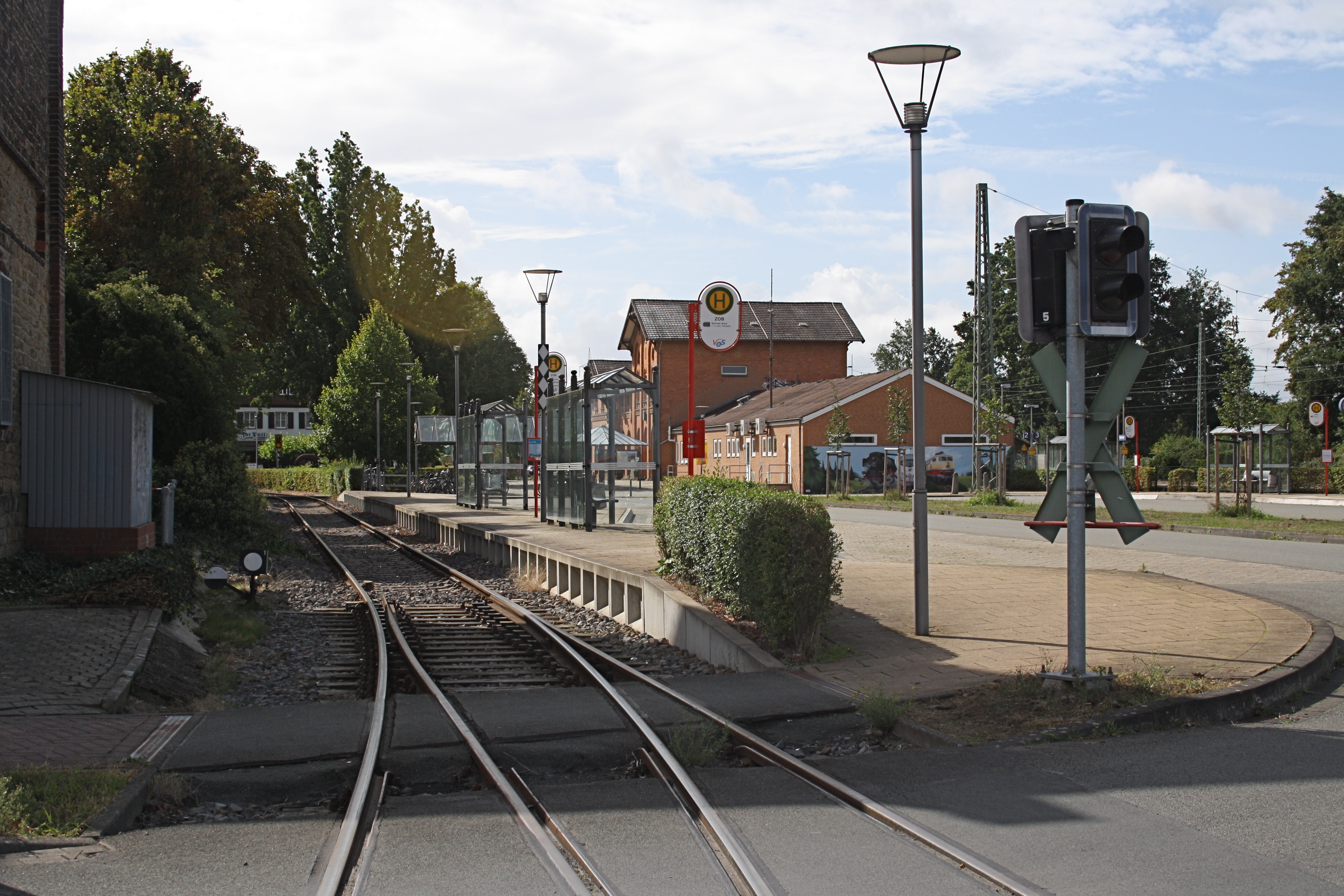
Bahnsteig der VLO auf dem Vorplatz des Bahnhofs Bohmte

Zum Fuhrpark der VLO zählen heute eine Diesellok mit 360 PS sowie ein historischer Triebwagen und Personenwaggons. Weiterhin sind 21 Omnibusse der VLO auf den Straßen im Landkreis Osnabrück unterwegs.
Auf den Gleisen der Wittlager Kreisbahn können heute Fahrten mit historischen Dampfloks unternommen werden, außerdem rollt ein Teil des Güterverkehrs über die Schienen im Altkreis.
Die VLO fungiert als Eisenbahnverkehrsunternehmen für die Museums-Eisenbahn Minden und die Osnabrücker Dampflokfreunde e. V.
Es gibt immer wieder Diskussionen über ein Weiterbetreiben der Schienenstrecke der Wittlager Kreisbahn. Der Streckenabschnitt zwischen Damme und Hunteburg ist schon seit langem stillgelegt, die Streckenabschnitte zwischen Bohmte und Hunteburg sowie zwischen Offelten und Bad Holzhausen waren nicht mehr für den Verkehr freigegeben. Der Abschnitt von Bohmte über Bad Essen nach Preußisch Oldendorf wurde in den 1980er Jahren komplett saniert und wird wohl noch einige Jahre genutzt werden können. Das Transportvolumen konnte nach dem Einbruch infolge der Finanzkrise im Jahr 2010 wieder auf über 100.000 Tonnen gesteigert werden.
Seit 2014 besteht ein Arbeitskreis aus der Initiative Wittlager Kreisbahn, den Kommunen Bad Essen, Bohmte, Ostercappeln, Preußisch Oldendorf und der Planungsgesellschaft Nahverkehr Osnabrück mit dem Ziel, die Strecke Bohmte–Holzhausen für den Personenverkehr zu reaktivieren. Seit 2015 wird der Abschnitt saniert, u. a. werden die Gleiskörper verstärkt und modernisiert. Dafür stellen das Eisenbahn-Bundesamt, der Bund und das Land Niedersachsen auf Grundlage des SGFFG hohe Fördersummen zur Verfügung. Allein für das Jahr 2018 kam eine Investitionssumme von 1,8 Millionen Euro zusammen. Seit Ende 2017 ist der zuvor gesperrte Streckenabschnitt von Preußisch Oldendorf bis Offelten wieder befahrbar. Vorrangiges Ziel der Instandsetzung der Trasse ist zunächst die Wiederherstellung der durchgängigen Verbindung für einen regelmäßigen Güterverkehr zwischen Bohmte und Bad Holzhausen ab dem Jahr 2021.
Im Jahr 2020 wurden zwei neue Lichtzeichenanlagen mit Halbschranken in Preußisch Oldendorf fertiggestellt.